# Potamonautes sidneyi
Potamonautes sidneyi е вид ракообразно от семейство Potamonautidae.

## Разпространение
Видът е разпространен в Мозамбик, Свазиленд и Южна Африка (Гаутенг, Източен Кейп, Квазулу-Натал, Мпумаланга, Северен Кейп, Северозападна провинция и Фрайстат).